# Sumioši-ike
Sumioši-ike je společný název pro skupinku dvou čedičových holocenních maar (Sumioši-ike a Jonemaru), nacházejících se nedaleko od pobřeží zálivu Kagošima na japonském ostrově Kjúšú. Maar Sumioši-ike vznikl před cca 7 000 lety a má průměr 500 m, Jonemaru vznikl o 500 let později a má 1,2 km v průměru.